# Oropezella diminuloruma
Oropezella diminuloruma är en tvåvingeart som beskrevs av Adrian R.Plant 1989. Oropezella diminuloruma ingår i släktet Oropezella och familjen puckeldansflugor. Inga underarter finns listade i Catalogue of Life.